# Nuevo Centro de Población el Cordoncillo
Nuevo Centro de Población el Cordoncillo är en ort i Mexiko.   Den ligger i kommunen Tamazula de Gordiano och delstaten Jalisco, i den centrala delen av landet, 400 km väster om huvudstaden Mexico City. Nuevo Centro de Población el Cordoncillo ligger 1 702 meter över havet och antalet invånare är 117.
Terrängen runt Nuevo Centro de Población el Cordoncillo är lite bergig. Runt Nuevo Centro de Población el Cordoncillo är det ganska glesbefolkat, med 27 invånare per kvadratkilometer. Närmaste större samhälle är Tamazula de Gordiano, 17,3 km söder om Nuevo Centro de Población el Cordoncillo. I omgivningarna runt Nuevo Centro de Población el Cordoncillo växer huvudsakligen savannskog.